# Parafia Najświętszej Maryi Panny Królowej w Oławie-Nowym Otoku
Parafia Najświętszej Maryi Panny Królowej w Oławie – rzymskokatolicka parafia w Oławie, na osiedlu Nowy Otok.
Parafia należy do dekanatu Oława archidiecezji wrocławskiej.  

## Historia
Powstanie parafii katolickiej na Nowym Otoku w Oławie było związane z pogodzeniem się z Kościołem rzymskokatolickim liderów założonego w 2002 r. przez Kazimierza Domańskiego związku wyznaniowego Stowarzyszenie Ducha Świętego, którzy przed rozwiązaniem w 2005 r. swojej wspólnoty i rekoncyliacją przekazali na rzecz archidiecezji wrocławskiej nieruchomości należące do tej grupy ludzi.